# NIMR Automotive
Die NIMR Automotive LLC (arabisch شركة نمر للسيارات, DMG Šarikat Nimr li-s-Sayyārāt) ist ein Militärfahrzeughersteller mit Sitz in Abu Dhabi. Das Unternehmen gehört zum Rüstungskonzern EDGE Group, einem Staatskonzern der Vereinigten Arabischen Emirate.

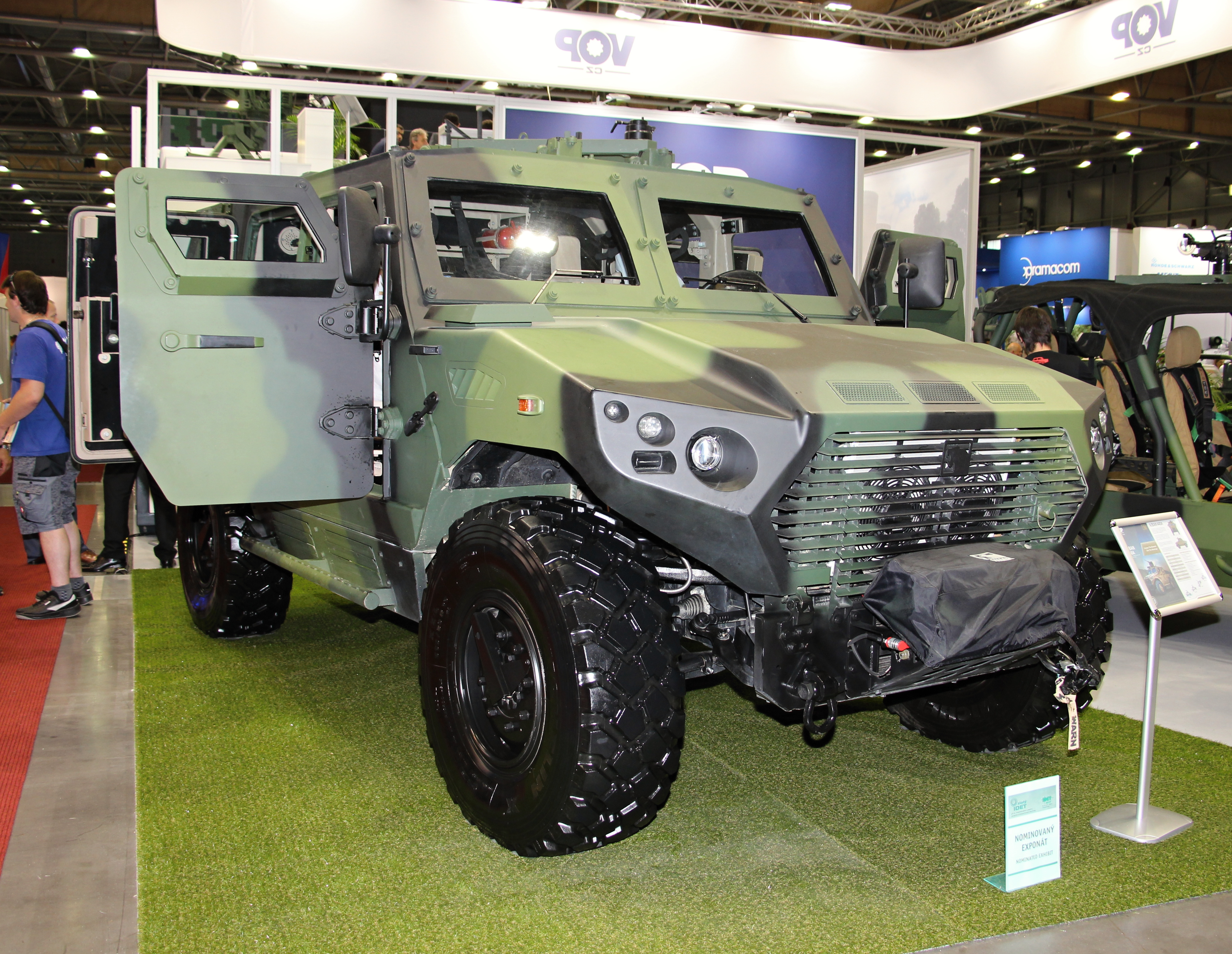
NIMR AJBAN 440A

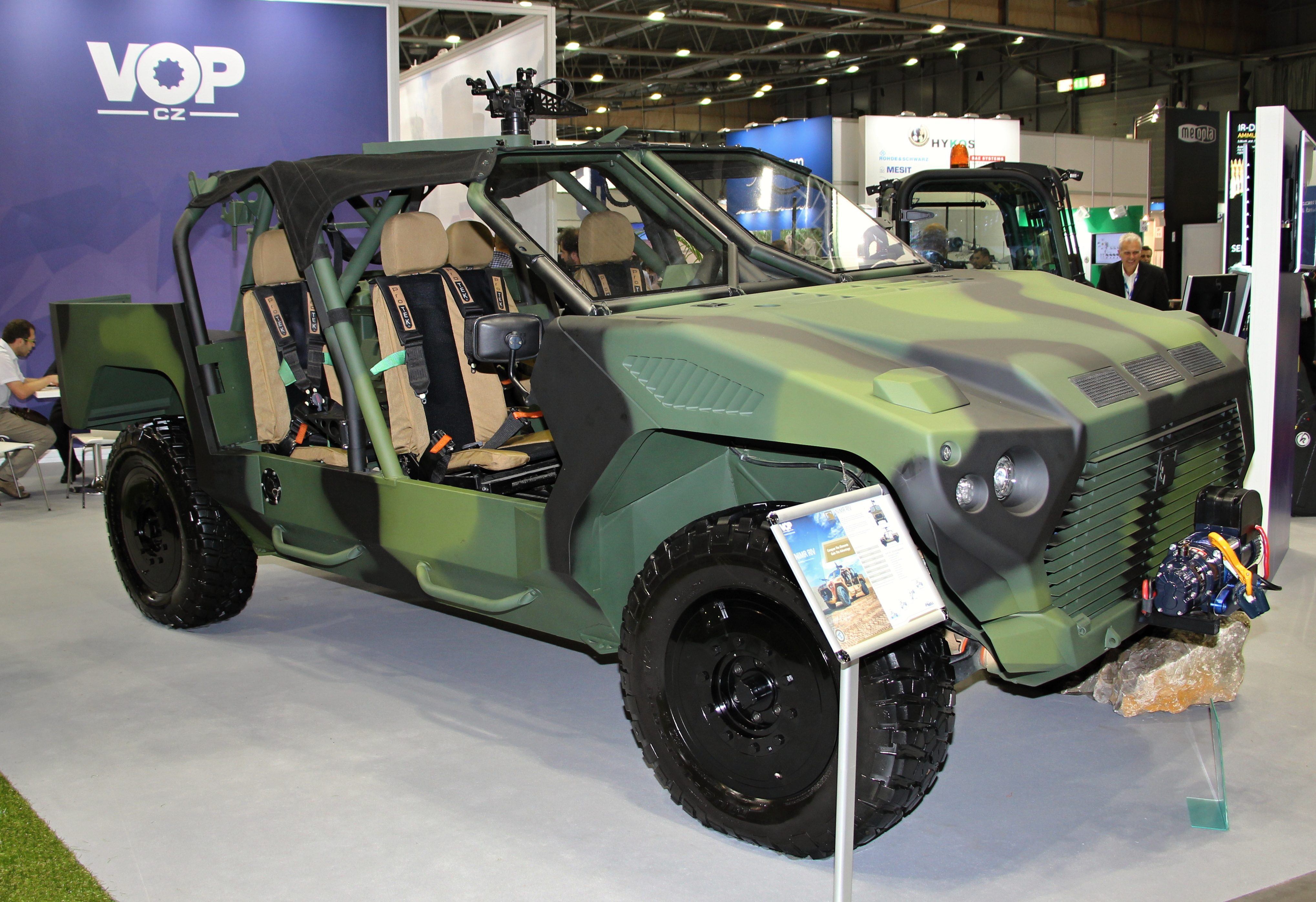
NIMR RIV

NIMR stellt jeweils in verschiedenen Ausführungen die Modelle Ajban, Hafeet, Jais und RIV her. Die Fahrzeuge finden unter anderem Verwendung bei den Streitkräften der Vereinigten Arabischen Emirate.